# Goran Sukno
Goran Sukno (Dubrovnik, 1959. április 6. –) olimpiai bajnok (1984) és Európa-bajnoki ezüstérmes (1985) vízilabdázó. Fia, Sandro Sukno, szintén olimpiai bajnok (2012) vízilabdázó.